# Agence Havas
Agence Havas var en fransk nyhetsbyrå, och då den grundades år 1835, den första sådana i världen. Grundaren var journalisten Charles-Louis Havas (1783-1858). 

## Historik
Ursprungligen var Agence Havas en korrespondensbyrå, som sysslade med översättningar av utländska tidningar samt stod i förbindelse med de främmande beskickningarna i den franska huvudstaden. År 1835 övertogs byrån av Charles Havas, som fyra år senare ombildade den till en nyhetsbyrå.
På den tiden var den elektriska telegrafen ännu ej införd i Frankrike, och staten hade ensamrätt till den optiska. Agence Havas' "telegrafförbindelser" upprätthölls en kortare tid av brevduvor, bland annat var en regelbunden duvpost upprättad mellan Paris, London och Brüssel. Det dröjde sex timmar, innan nyheterna kom från London till Paris, och fyra timmar innan duvorna hann fram från Brüssel. När sedan järnvägen och telegrafen kunde tas i anspråk för nyhetstjänsten, blev naturligtvis brevduvelinjerna indragna. Efter grundarens död 1858 övertog hans son Auguste verksamheten till 1879 och ombildade rörelsen till aktiebolag.
Vid den tyska invasionen i Frankrike 1940 följde Agence Havas regeringen på dess flykt söderut. Pétainregimen upplöste dock byrån och lät den ingå i en statlig inrättning, Office français d'information.  År 1944 övertogs ena delen av byrån av Agence France-Presse, kallad "AFP", och den andra delen av media- och reklamföretaget Havas.